# 라디안

라디안과 도

라디안(영어: radian) 또는 호도(弧度)는 각의 크기를 재는 SI 유도 단위이다. 기호는 rad 또는 c이며 이는 자주 생략된다. 어떤 각의 라디안 값은 같은 크기의 단위원 중심각이 대하는 호의 길이와 같다. 1 라디안은 약 57.3 도이다.

## 정의

라디안의 정의

평면 위의 각이 주어졌다고 하자. 이 각의 꼭짓점을 중심으로 하는 원을 취하자. 이 원의 반지름을 {\displaystyle r>0}이라고 하고, 이 원에서 주어진 각이 대하는 호의 길이를 {\displaystyle l}이라고 하자. 원주율은 모든 원에 대하여 일정하므로, 호의 길이와 반지름의 비
{\displaystyle {\frac {l}{r}}}
는 원의 선택과 무관하다. 이를 주어진 각의 라디안 값으로 정의한다.
예를 들어, 평각은 길이가 {\displaystyle \pi r}인 반원의 둘레를 대하므로 {\displaystyle \pi } 라디안이다.
라디안은 길이와 길이의 비율로 정의되므로 무차원 단위이다. 따라서 단위를 생략하여도 좋다.

## 단위 환산

### 라디안과 도
라디안과 도 사이의 환산은 다음과 같다.
{\displaystyle 1\operatorname {rad} ={\frac {180^{\circ }}{\pi }}\approx 57.2958^{\circ }} (OEIS의 수열 A072097)
{\displaystyle 1^{\circ }={\frac {\pi }{180}}\operatorname {rad} \approx 0.0175\operatorname {rad} } (OEIS의 수열 A019685)

### 라디안과 그레이드
라디안과 그레이드 사이의 환산은 다음과 같다.
{\displaystyle 1\operatorname {rad} ={\frac {200^{\operatorname {g} }}{\pi }}\approx 63.6620^{\operatorname {g} }} (OEIS의 수열 A060294)
{\displaystyle 1^{\operatorname {g} }={\frac {\pi }{200}}\operatorname {rad} \approx 0.0157\operatorname {rad} } (OEIS의 수열 A019669)

### 자주 쓰이는 각
자주 쓰이는 각들의 단위 환산은 다음과 같다.
| 바퀴                            | 라디안 (rad)                       | 도 (°) | 그레이드 (g)                      |
| ------------------------------- | ---------------------------------- | ------ | --------------------------------- |
| 0                               | 0                                  | 0      | 0                                 |
| {\displaystyle {\frac {1}{24}}} | {\displaystyle {\frac {\pi }{12}}} | 15     | {\displaystyle 16{\frac {2}{3}}}  |
| {\displaystyle {\frac {1}{12}}} | {\displaystyle {\frac {\pi }{6}}}  | 30     | {\displaystyle 33{\frac {1}{3}}}  |
| {\displaystyle {\frac {1}{10}}} | {\displaystyle {\frac {\pi }{5}}}  | 36     | 40                                |
| {\displaystyle {\frac {1}{8}}}  | {\displaystyle {\frac {\pi }{4}}}  | 45     | 50                                |
| {\displaystyle {\frac {1}{6}}}  | {\displaystyle {\frac {\pi }{3}}}  | 60     | {\displaystyle 66{\frac {2}{3}}}  |
| {\displaystyle {\frac {1}{5}}}  | {\displaystyle {\frac {2\pi }{5}}} | 72     | 80                                |
| {\displaystyle {\frac {1}{4}}}  | {\displaystyle {\frac {\pi }{2}}}  | 90     | 100                               |
| {\displaystyle {\frac {1}{3}}}  | {\displaystyle {\frac {2\pi }{3}}} | 120    | {\displaystyle 133{\frac {1}{3}}} |
| {\displaystyle {\frac {2}{5}}}  | {\displaystyle {\frac {4\pi }{5}}} | 144    | 160                               |
| {\displaystyle {\frac {1}{2}}}  | {\displaystyle \pi }               | 180    | 200                               |
| {\displaystyle {\frac {3}{4}}}  | {\displaystyle {\frac {3\pi }{2}}} | 270    | 300                               |
| 1                               | {\displaystyle 2\pi }              | 360    | 400                               |

## 응용

### 삼각 함수
삼각 함수는 라디안 값을 독립 변수로 사용하며, 이 경우 삼각 함수의 각종 성질을 더 간결하게 나타낼 수 있다. 예를 들어, 사인 함수와 코사인 함수에 대하여 다음과 같은 미분 공식이 성립한다.
{\displaystyle {\frac {\mathrm {d} }{\mathrm {d} x}}\sin x=\cos x}
도를 단위로 하는 사인 및 코사인 함수
{\displaystyle f(x)=\sin {\frac {\pi x}{180}}}
{\displaystyle g(x)=\cos {\frac {\pi x}{180}}}
의 미분 공식에는 다음과 같이 불필요한 계수가 붙는다.
{\displaystyle {\frac {\mathrm {d} }{\mathrm {d} x}}f(x)={\frac {\pi }{180}}g(x)}

### 호의 길이와 부채꼴의 넓이
원의 반지름을 {\displaystyle r}, 원의 호의 길이를 {\displaystyle l}, 호가 대하는 중심각의 라디안을 {\displaystyle \theta }라고 하자. 그렇다면 다음과 같은 호의 길이 공식이 성립한다.
{\displaystyle l=r\theta }
또한, 다음과 같은 부채꼴의 넓이 공식이 성립한다.
{\displaystyle A={\frac {1}{2}}r^{2}\theta }

## 역사
입체각의 단위 스테라디안과 함께 SI 보조 단위에 속했었다. 1995년에 SI 보조 단위가 폐지되면서 SI 유도 단위가 되었다.

## 같이 보기
- 각속도
- 밀리라디안
- 스테라디안